# 원57
원57(영어: One57)는 2013년에 준공한 뉴욕 맨해튼 미드타운 157 웨스트 57번가에 건설된 초고층 빌딩이다. 높이 306m로, 뉴욕에서 6번째로 높은 빌딩이다. 예전 이름은 카네기 57(Carnegie 57)이다.

## 갤러리

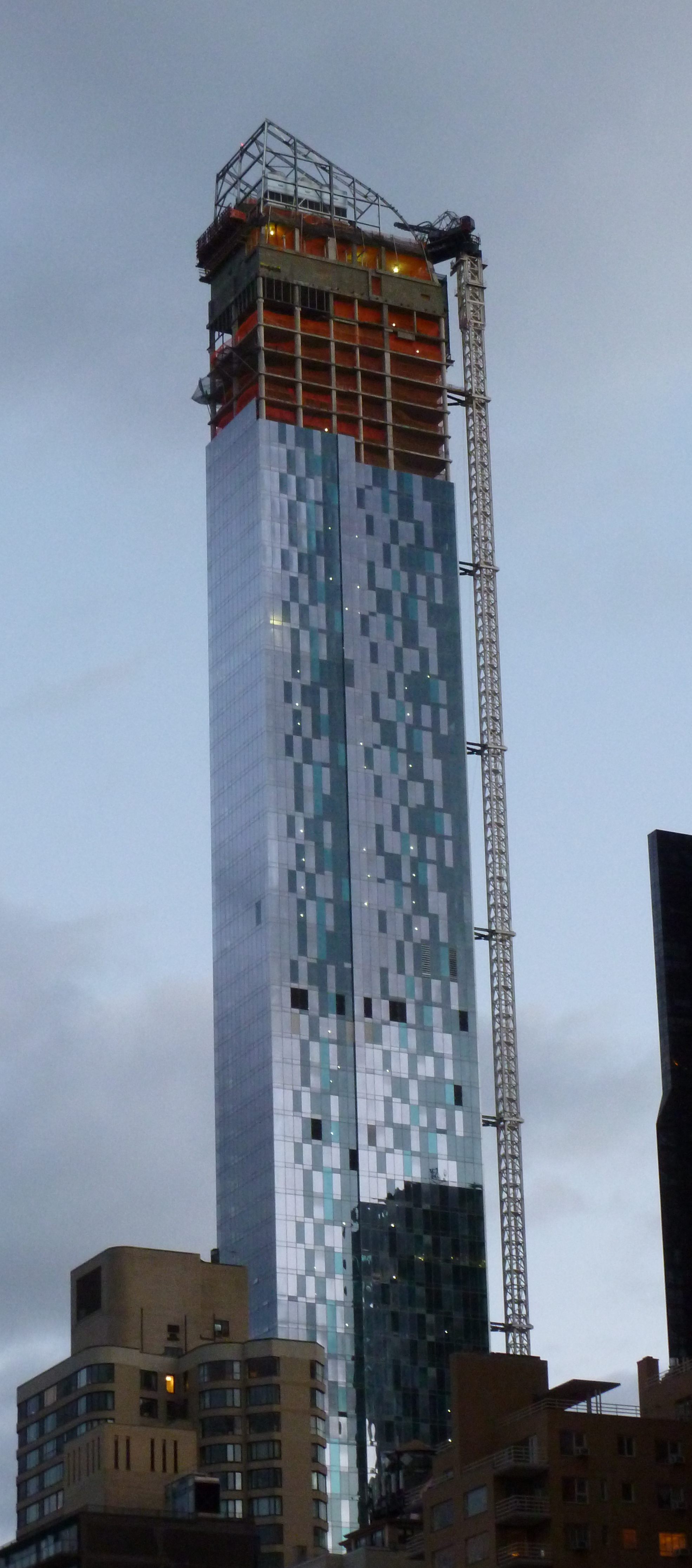
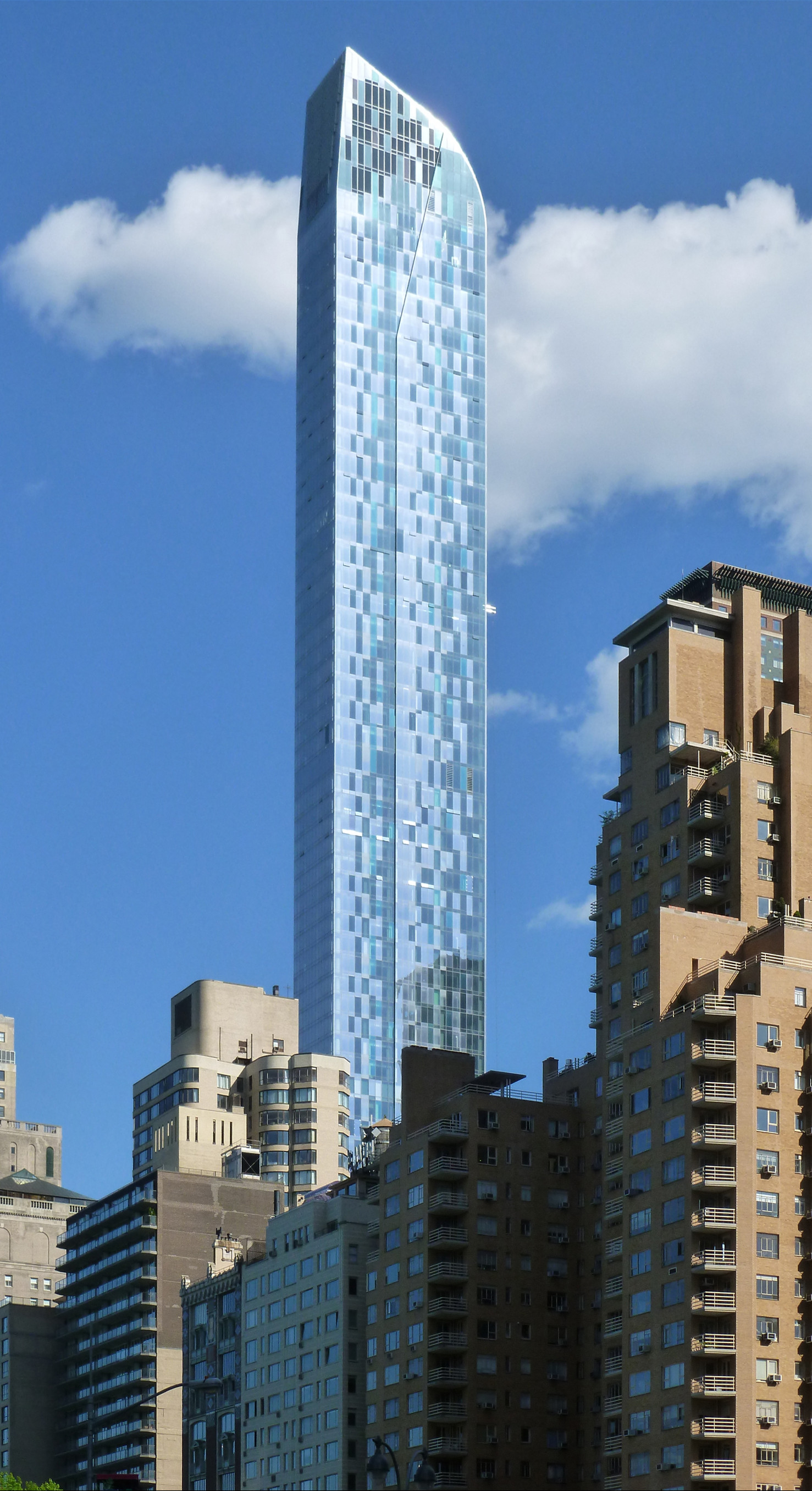

## 같이 보기
- 마천루 목록
- 미국의 마천루 목록
- 뉴욕의 마천루 목록
- 센트럴 파크 타워
- 432 파크 애비뉴